# Tomislav Lavrić
Tomislav Lavrić (ur. 19 czerwca 1990) – chorwacki zapaśnik walczący w stylu klasycznym. Złoty medalista mistrzostw śródziemnomorskich w 2014. Dwunasty na akademickich MŚ w 2010 roku.